# Džbánov
Džbánov – miejscowość i gmina (obec) w Czechach, w kraju pardubickim, w powiecie Uście nad Orlicą. W 2022 roku liczyła 362 mieszkańców.
W miejscowości jest przystanek kolejowy Džbánov.